# Walter Wanderley
Walter Wanderley est un organiste et pianiste brésilien, célèbre interprète de bossa nova, né à Recife (Brésil) en 1932 et mort à San Francisco en 1986.

## Biographie
Il rejoint São Paulo en 1947 où il apprend à jouer de l’orgue auprès de sa tante et étudie l'harmonie au Lyceu de Artes. Il commence à jouer et enregistrer professionnellement vers l'âge de 18 ans pour finalement enregistrer une vingtaine d’albums au Brésil.
Déjà célèbre dans son pays natal à la fin des années 1950, il devint internationalement connu grâce à sa collaboration avec la chanteuse Astrud Gilberto, en particulier avec le titre Summer Samba qui atteint la 26e place au Billboard Hot 100. Entre 1966 et 1967, il a enregistré pour Verve Records trois albums, « Rainforest », « Chegança » et « A Certain Smile, A Certain Sadness » avec Claudio Slon (batterie) et José Marino (basse), produits aux États-Unis par Creed Taylor.
Après la dissolution du trio, Wanderley a continué à enregistrer des albums chez Verve, A&M/CTI, et GNP Crescendo (en), tout en faisant de nombreuses apparitions en public, dont une tournée de concerts au Mexique.
Wanderley est connu pour son style fluide et sa maîtrise du Hammond B-3. Il a epousé Isaurinha Garcia, l'une des chanteuses les plus populaires au Brésil.
Wanderley meurt d'un cancer en 1986.

## Discographie
- 1959 : Festa dançante
- 1960 : Eu, você e Walter Wanderley
- 1961 : Sucessos dançantes em ritmo de romance
- 1961 : Walter Wanderley
- 1962 : Samba é samba com Walter Wanderley
- 1962 : O sucesso é samba
- 1963 : Samba no esquema de Walter Wanderley
- 1963 : Walter Wanderley e o bolero
- 1963 : O samba é mais samba com Walter Wanderley
- 1964 : Órgão, sax e sexy-Walter Wanderley e Portinho
- 1966 : Rain Forest
- 1966 : Chegança
- 1966 : A Certain Smile, A Certain Sadness
- 1967 : Batucada
- 1967 : Kee-Ka-Roo
- 1968 : Popcorn
- 1969 : When It Was Done
- 1969 : Moondreams[2]